# Hội nghị Liên Hợp Quốc về Biến đổi Khí hậu 2012
Hội nghị Liên Hợp Quốc về Biến đổi Khí hậu 2012 là hội nghị thường niên lần thứ 18 của Các bên (COP) đối với Công ước khung Liên Hợp Quốc về Biến đổi Khí hậu ra đời năm 1992 và là cuộc họp mặt lần thứ 8 của Các bên (CMP) thuộc Nghị định thư Kyoto ra đời năm 1997. Hội nghị năm 2012 được lên kế hoạch diễn ra từ ngày thứ 2, 26 tháng 11 đến thứ 6, 7 tháng 12 tại Trung tâm hội nghị Quốc gia Qatar ở Doha, Qatar.